# Ectropothecium cyperoides
Ectropothecium cyperoides är en bladmossart som beskrevs av Georg Friedrich von Jaeger 1880. Ectropothecium cyperoides ingår i släktet Ectropothecium och familjen Hypnaceae. Inga underarter finns listade i Catalogue of Life.